# Acker Merrall & Condit
 (septembre 2014).
Acker Merrall & Condit est une importante entreprise américaine de commerce de détail et de vente aux enchères d'alcool et de vins, fondée en 1820 à New York par la famille Kapon. Elle est spécialisée dans la vente des vins d'exceptions les plus chers du monde avec plus de 100 millions de dollars de revenus en 2011.

## Historique
En 1820 Acker Merrall & Condit est fondé en New York par la famille Kapon. Elle est devenue depuis la plus ancienne boutique de commerce de détail d'alcool et de vins rares d’exception d'Amérique, détenue par trois générations de Kapon. 
En 1998 le PDG John Kapon, fonde la société de ventes aux enchères Acker Auctions dont il est président et commissaire-priseur. Il a vendu depuis pour plusieurs dizaines de millions de dollars des plus anciens, rares et meilleurs vins d'exception du monde (en grande partie de vins de Bourgogne) lors de ventes régulières organisées à Manhattan (New York), Chicago et Hong Kong.  

## Ventes aux enchères frauduleuses historiques
Deux ventes de vins d'exceptions, rarement vus aux enchères dans de telles quantités, organisées par John Kapon et son ami Rudy Kurniawan (plus important faussaire et escroc du monde des années 2000, surnommé Docteur Conti pour sa passion pour la Romanée-conti du Domaine de la Romanée-conti), propulse Acker Merrall & Condit à la tête du marché mondial de la vente aux enchères de vins d'exceptions, devant Christie's et Sotheby's, avec un record de vente cumulée de plus de 35 millions de dollars :  
- Janvier 2006 : « la Cave » de 4289 bouteilles de vins d'exceptions de Rudy Kurniawan rapporte 10,6 millions de dollars aux enchères
- Octobre 2006 : « la Cave II » de 7970 bouteilles de Rudy Kurniawan bat le précédent record avec 24,7 millions de dollars de ventes.